# Conocephaloides hawaiiensis
Conocephaloides hawaiiensis är en insektsart som beskrevs av Perkins, R.C.L. 1899. Conocephaloides hawaiiensis ingår i släktet Conocephaloides och familjen vårtbitare. Inga underarter finns listade i Catalogue of Life.